# Skötkobbarnas naturreservat
Skötkobbarnas naturreservat är ett naturreservat i Värmdö kommun i Stockholms län.
Området är naturskyddat sedan 1973 och är 3,8 hektar stort. Reservatet omfattar två små öar i Nämdöfjärden. Öarna består av hällmarker samt några enstaka alar och en. Öarna har betydelse som häckningsplats för sjöfågel.